# Кубок Парагваю з футболу 2023
Кубок Парагваю з футболу 2023 — 5-й розіграш кубкового футбольного турніру у Парагваї. Титул володаря кубка вдруге здобув Лібертад.

## Календар
| Раунд               | Дата                       | Матчі | Клуби   |
| ------------------- | -------------------------- | ----- | ------- |
| Перший раунд        | 19 квітня - 25 травня 2023 | 26    | 74 → 52 |
| Другий раунд        | 7-23 червня 2023           | 20    | 52 → 32 |
| 1/16 фіналу         | 12 липня - 17 серпня 2023  | 16    | 32 → 16 |
| 1/8 фіналу          | 20-29 вересня 2023         | 8     | 16 → 8  |
| 1/4 фіналу          | 12-27 жовтня 2023          | 4     | 8 → 4   |
| 1/2 фіналу          | 9-10 листопада 2023        | 2     | 4 → 2   |
| Матч за третє місце | 20 листопада 2023          | 1     |         |
| Фінал               | 3 грудня 2023              | 1     | 2 → 1   |

## 1/16 фіналу
| Команда 1                                       | Рахунок      | Команда 2                                |
| ----------------------------------------------- | ------------ | ---------------------------------------- |
| 12 липня 2023                                   |              |                                          |
| Фернандо де ла Мора (2)                         | 1:2          | Такуарі                                  |
| Атира (2)                                       | 1:1 пен. 5:4 | Спортіво Карапегуа (2)                   |
| 14 липня 2023                                   |              |                                          |
| Орієнтал (4)                                    | 0:6          | Спортіво Лукеньйо                        |
| 18 липня 2023                                   |              |                                          |
| Рубіо Нью (2)                                   | 2:1          | Атлетіко Амамбай (5)                     |
| 19 липня 2023                                   |              |                                          |
| Індепендьєнте (Асунсьйон) (2)                   | 0:3          | Спортіво Амельяно                        |
| 20 липня 2023                                   |              |                                          |
| Сан-Лоренцо (2)                                 | 0:0 пен. 7:6 | Олімпія (Асунсьйон)                      |
| 3 листопада (3)                                 | 0:3          | Хуаренья                                 |
| 21 липня 2023                                   |              |                                          |
| Крістобаль Колон (Жуліан Аугусто Сальдівар) (3) | 0:2          | Насьйональ                               |
| 26 липня 2023                                   |              |                                          |
| 2 травня (2)                                    | 2:0          | Ресістенсія                              |
| 2 серпня 2023                                   |              |                                          |
| Депортіво Реколета (2)                          | 4:0          | Спортіво Амельяно                        |
| 3 серпня 2023                                   |              |                                          |
| 24 вересня (2)                                  | 1:1 пен. 4:5 | Серро Портеньйо                          |
| 9 серпня 2023                                   |              |                                          |
| Сілвіо Петтіроссі (3)                           | 0:0 пен. 2:4 | Мартін Ледесма (2)                       |
| 10 серпня 2023                                  |              |                                          |
| 3 лютого (2)                                    | 0:1          | Спортіво Трініденсе                      |
| 11 серпня 2023                                  |              |                                          |
| Депортіво Сантані (2)                           | 1:0          | Хенераль Кабальєро (Хуан Леон Маллоркін) |
| 16 серпня 2023                                  |              |                                          |
| Валоїс Ріварола (3)                             | 0:14         | Гуарані (Асунсьйон)                      |
| 17 серпня 2023                                  |              |                                          |
| Соль де Америка (2)                             | 0:3          | Лібертад                                 |

## 1/8 фіналу
| Команда 1              | Рахунок      | Команда 2             |
| ---------------------- | ------------ | --------------------- |
| 20 вересня 2023        |              |                       |
| Насьйональ             | 0:0 пен. 4:3 | Спортіво Лукеньйо     |
| Такуарі                | 1:2          | Спортіво Трініденсе   |
| 21 вересня 2023        |              |                       |
| Сан-Лоренцо (2)        | 1:2          | Лібертад              |
| 22 вересня 2023        |              |                       |
| Депортіво Реколета (2) | 2:2 пен. 5:4 | Атира (2)             |
| Мартін Ледесма (2)     | 1:0          | Рубіо Нью (2)         |
| 27 вересня 2023        |              |                       |
| 2 травня (2)           | 0:1          | Депортіво Сантані (2) |
| 28 вересня 2023        |              |                       |
| Серро Портеньйо        | 1:3          | Спортіво Амельяно     |
| 29 вересня 2023        |              |                       |
| Гуарані (Асунсьйон)    | 2:0          | Хуаренья              |

## 1/4 фіналу
| Команда 1           | Рахунок | Команда 2              |
| ------------------- | ------- | ---------------------- |
| 12 жовтня 2023      |         |                        |
| Насьйональ          | 2:0     | Мартін Ледесма (2)     |
| 15 жовтня 2023      |         |                        |
| Гуарані (Асунсьйон) | 2:0     | Депортіво Реколета (2) |
| Спортіво Амельяно   | 0:1     | Спортіво Трініденсе    |
| 27 жовтня 2023      |         |                        |
| Лібертад            | 3:0     | Депортіво Сантані (2)  |

## 1/2 фіналу
| Команда 1           | Рахунок | Команда 2           |
| ------------------- | ------- | ------------------- |
| 9 листопада 2023    |         |                     |
| Спортіво Трініденсе | 2:0     | Гуарані (Асунсьйон) |
| 10 листопада 2023   |         |                     |
| Лібертад            | 3:1     | Насьйональ          |

## Матч за третє місце
| 20 листопада 2023 0:30 (EEST) |

| Гуарані (Асунсьйон)                                                                      | 1:1      | Насьйональ                                                                                  |
| ---------------------------------------------------------------------------------------- | -------- | ------------------------------------------------------------------------------------------- |
| Ріварола 44'                                                                             | Протокол | Гаона 48'                                                                                   |
|                                                                                          | Пенальті |                                                                                             |
| - Сантандер - Саркіс - Г.Варгас - Амарілья - Камачо - Перес - Фернандес - Мойя - Рамірес | 6:7      | - Орсуса - Бенегас - Веласко - Альфаро - Х.Нуньєс - С.Варгас - Агілар - Брісуела - К.Нуньєс |

| Естадіо Луїс Альфонсо Джана, Вілья-Еліза Арбітр: Марко Франко |

## Фінал
| 3 грудня 2023 0:30 (EEST) |

| Спортіво Трініденсе        | 1:1      | Лібертад                                |
| -------------------------- | -------- | --------------------------------------- |
| Альварес 90+4'             | Протокол | Барбоса 51'                             |
|                            | Пенальті |                                         |
| - Бенітес - Арке - Мендоса | 1:4      | - Мендьєта - Барбоса - Вієра - Еспіноса |

| Естадіо Парке дель Гуайра, Вільяррика Арбітр: Хуан Бенітес |